# Wild Life
Wild Life este albumul de debut al formației Wings. Paul și Linda McCartney lucraseră cu bateristul Denny Seiwell și pe albumul lor, Ram, Denny Laine (fostul solist vocal al celor de la The Moody Blues) alăturându-se și el trioului care va deveni Wings. 

## Tracklist
1. "Mumbo" (3:54)
2. "Bip Bop" (4:14)
3. "Love is Strange" (Mickey Baker, Ethel Smith) (4:50)
4. "Wild Life" (6:48)
5. "Some People Never Know" (6:35)
6. "I Am Your Singer" (2:15)
7. "Tomorrow" (3:28)
8. "Dear Friend" (5:53)

- Toate cântecele au fost scrise de Paul și Linda McCartney cu excepția celor notate.

## Componență
- Paul McCartney - voce, chitară bas, chitară, pian, claviaturi, percuție
- Linda McCartney - claviaturi, pian, percuție, voce
- Denny Laine - chitare, chitară bas, percuție, claviaturi, voce
- Denny Seiwell - tobe și percuție
- Alan Parsons - inginer